# Campionato europeo maschile di calcio 2028
Il campionato europeo di calcio 2028 o UEFA EURO 2028, sarà la 18ª edizione del massimo torneo continentale di calcio per squadre nazionali maggiori maschili organizzato dalla UEFA. 
Il torneo, che si svolgerà dal 9 giugno al 9 luglio, sarà ospitato per la terza volta dall'Inghilterra, dopo l'edizione del 1996, tenutasi interamente su suolo inglese, e quella itinerante del 2020, durante la quale otto partite sono state disputate a Londra. Tuttavia, in questa edizione il torneo coinvolgerà, oltre a quella inglese, anche altre due Federazioni del Regno Unito (Galles e Scozia) insieme all’Irlanda. Per la Scozia si tratta della seconda volta avendo già ospitato quattro partite nell'edizione 2020 a Glasgow, mentre il Galles e l'Irlanda ospiteranno il torneo per la prima volta.
La nazionale campione in carica è la Spagna.

## Scelta della sede

### Candidature confermate
Il 7 febbraio 2022 l'Inghilterra ha ufficializzato la candidatura congiunta assieme a Irlanda del Nord, Scozia, Galles e Irlanda.

### Candidature abbandonate
Nel febbraio del 2019, il presidente della FIGC, Gabriele Gravina, affermò che la Federazione stava considerando l’idea di presentare una candidatura per il campionato europeo di calcio 2028. La candidatura fu presentata pochi giorni dopo la vittoria dell’Italia al campionato europeo di calcio 2020. Nel febbraio 2022, la Federazione annunciò di aver deciso di candidarsi per il 2032 e di ritirare la sua candidatura per il 2028, in quanto avrebbe concesso più tempo per riqualificare le infrastrutture.
Il 23 marzo 2022, dopo il fallimento della sua candidatura per ospitare l'Europeo 2024, anche la Turchia confermò la volontà di organizzare la competizione continentale nel 2028. Altre nazioni avevano in precedenza mostrato interesse, ma, alla scadenza dei termini per presentare una candidatura, nessuna ufficializzò la volontà di ospitare la rassegna continentale.
Nell'estate 2023, la federcalcio italiana e quella turca trovarono un accordo per una candidatura congiunta per l'Europeo 2032, che avrebbe di fatto garantito la certezza di ospitare l'evento ad entrambi i Paesi, essendo gli unici in corsa. Pertanto, a pochi giorni dall'assegnazione ufficiale della sede di entrambi gli eventi nell'ottobre 2023, la Turchia ritirò ufficialmente la candidatura a ospitare il campionato europeo 2028, rendendo di fatto la decisione ufficiale un pro forma in entrambi i casi.  
L'Irlanda del Nord, tuttavia, annunciò di aver abbandonato la candidatura a fine 2024 per l'impossibilità dell'utilizzo del Casement Park di Belfast, abbandonato da molti anni e di difficile recupero: di conseguenza, la federazione nord irlandese non avrebbe potuto beneficiare della qualificazione automatica.

### Candidature rigettate
Il 23 marzo 2022 la Russia annuncia la sua candidatura, dichiarata poi inammissibile dall'UEFA il 2 maggio 2022 a causa dell'invasione dell'Ucraina.

### Riepilogo

#### Candidature confermate
- Inghilterra,  Scozia,  Galles e  Irlanda

#### Candidature abbandonate
- Italia
- Turchia
- Irlanda del Nord

#### Candidature rigettate
- Russia

### Annuncio della sede
Il 10 ottobre 2023 la UEFA ha ufficializzato la scelta della sede nelle quattro Federazioni del Regno Unito (Inghilterra, Galles, Scozia e Irlanda del Nord) assieme all'Irlanda, unica candidatura ammissibile rimasta. Nella stessa sede viene ufficializzata la scelta della candidatura congiunta di Italia e Turchia per l'edizione successiva. Nel 2024 è stata abbandonata la candidatura dell'Irlanda del Nord.

## Stadi
| Londra           | Londra                                                                   | Cardiff                                                                  | Manchester                 |
| ---------------- | ------------------------------------------------------------------------ | ------------------------------------------------------------------------ | -------------------------- |
| Wembley Stadium  | Tottenham Hotspur Stadium                                                | Millennium Stadium                                                       | City of Manchester Stadium |
| Capacità: 90 652 | Capacità: 62 322                                                         | Capacità: 73 952                                                         | Capacità: 61 000           |
|                  |                                                                          |                                                                          |                            |
| Liverpool        | Londra Cardiff Manchester Liverpool Newcastle Birmingham Glasgow Dublino | Londra Cardiff Manchester Liverpool Newcastle Birmingham Glasgow Dublino | Newcastle                  |
| Everton Stadium  | Londra Cardiff Manchester Liverpool Newcastle Birmingham Glasgow Dublino | Londra Cardiff Manchester Liverpool Newcastle Birmingham Glasgow Dublino | St James' Park             |
| Capacità: 52 888 | Londra Cardiff Manchester Liverpool Newcastle Birmingham Glasgow Dublino | Londra Cardiff Manchester Liverpool Newcastle Birmingham Glasgow Dublino | Capacità: 52 305           |
|                  | Londra Cardiff Manchester Liverpool Newcastle Birmingham Glasgow Dublino | Londra Cardiff Manchester Liverpool Newcastle Birmingham Glasgow Dublino |                            |
| Birmingham       | Glasgow                                                                  | Dublino                                                                  |                            |
| Villa Park       | Hampden Park                                                             | Aviva Stadium                                                            |                            |
| Capacità: 52 190 | Capacità: 52 032                                                         | Capacità: 51 711                                                         |                            |
|                  |                                                                          |                                                                          |                            |

## Squadre partecipanti
Secondo i regolamenti UEFA per le candidature, la qualificazione automatica delle squadre ospitanti può essere garantita solo per un massimo di due Federazioni ospitanti. Pertanto, la UEFA ha deciso che tutte e quattro le squadre ospitanti (Inghilterra, Irlanda, Scozia e Galles) parteciperanno alle qualificazioni, con due posti automatici tenuti di riserva per le squadre ospitanti che non riuscissero a qualificarsi attraverso la fase a gironi. Qualora più di due squadre ospitanti non riuscissero a qualificarsi, i posti verranno assegnati in base al ranking di qualificazione.
Un formato di qualificazione rivisto è stato confermato dal Comitato Esecutivo UEFA nel gennaio 2023, modificato rispetto al ciclo precedente, con il formato esatto confermato nel maggio 2025. La fase a gironi di qualificazione prevederà dodici gironi da quattro o cinque squadre. La vincitrice di ogni girone si qualificherà per il campionato europeo, insieme alle otto migliori seconde classificate. Le quattro seconde classificate rimanenti, insieme alle squadre provenienti dalla UEFA Nations League, accederanno agli spareggi. Il formato esatto degli spareggi dipende da quanti dei posti riservati alle squadre ospitanti verranno utilizzati.